# Cynortula brevipes
Cynortula brevipes is een hooiwagen uit de familie Cosmetidae.